# Ghiandole uretrali di Moormann
Le ghiandole di Moormann, chiamate anche ghiandole uretrali sopracollicolari, submucose, sub-otricolari o tubulo-otricolari, sono numerose ghiandole uretrali e periuretrali situate a livello dell'uretra intraprostatica. Sono rinvenibili in primo luogo presso l'utricolo prostatico, talvolta a contatto con la capsula fibroelastica della prostata, e in minor parte presso la cresta uretrale maggiore, in particolare a livello del verumontanum.
Classificate tra le ghiandole uretrali accessorie, formano un complesso "a corallo ramificato" di circa 40 ghiandole e dotti che si diramano dentro e intorno all'uretra; il loro diametro verticale ammonta a circa 2 mm, e la forma è conica. Svolgono un ruolo minore nella produzione del liquido seminale, nonché di un potente secreto protettivo, il fattore antimicrobico dell'uretra maschile, che difende e sfiamma l'uretra maschile.

## Nomi e classificazione

### Nomi
Le ghiandole di Moormann vengono chiamate anche ghiandole sopracollicolari, supracollicolari, collicolari, sottomucose, submucose, submucosali, sub-otricolari, tubulo-otricolari uretrali, otricolari uretrali, tubulo-otricolari minori, otricolari minori.
Seppur raramente, i manuali più antichi usano la dizione ghiandole tubulo-atricolari od atricolari.

### Eponimo
Il nome di queste ghiandole è un eponimo dell'anatomista tedesco Nils Moormann.

### Classificazione

#### In rapporto all'uretra
La tipologia di queste ghiandole uretrali dipende anzitutto dalla loro collocazione:
- Le ghiandole collocate nella mucosa uretrale o lungo il suo perimetro appartengono alle ghiandole uretrali intraepiteliali, o semplicemente ghiandole uretrali. Le ghiandole collocate a livello della cresta uretrale maggiore (sopracollicolari) appartengono a questa categoria, poiché la cresta non è altro che una cospicua estroflessione del pavimento uretrale; lo stesso vale per le ghiandole incluse nelle pareti dell'utricolo prostatico (sub-otricolari) poiché l'utricolo è un semplice diverticolo fisiologico del canale.[1][2][6][19]
- Le ghiandole extraepiteliali, invece, sono collocate in prossimità dell'uretra (in questo caso dell'utricolo), ma esterne alla tonaca profonda, e riversano i propri dotti uretrali nello utricolo, attraverso le lacune di Morgagni; vengono pertanto classificate tra le ghiandole periuretrali esocrine oppure, più in generale, tra le ghiandole uretrali profonde.[1][20][21][22]

##### In rapporto alla prostata
Le ghiandole di Moormann non sono annoverate né tra le ghiandole intraprostatiche, né tra le ghiandole prostatiche collocate all'esterno della prostata (un insieme molto complesso e ramificato di dotti parauretrali che formano una struttura allungata detta prostata disseminata).
Anche dal punto di vista istologico (verificato studiando lo sviluppo del feto) la loro origine è più simile a quella delle ghiandole uretrali accessorie (numerose tipologie di ghiandole, collocate lungo l'intera uretra) che a quella delle ghiandole prostatiche vere e proprie. Tuttavia, condividono con le ghiandole otricolari prostatiche la loro forma e struttura, nonché alcuni elementi del secreto, essendo annoverate tra le ghiandole tubulo-otricolari ramificate.

#### Altre classificazioni
Esistono ulteriori classificazioni per queste ghiandole uretrali:
- Nonostante la loro funzione sia quasi completamente esocrina (emissione del secreto nel canale uretrale attraverso i dotti di Moormann), svolgono anche una minima attività endocrina, immettendo una quantità estremamente bassa di antigene prostatico specifico (PSA) nel circolo sanguigno.[23][24][25]

- Dal punto di vista della forma, appartengono alla categoria delle ghiandole tubulo-otricolari ramificate, una variante peculiare e molto complessa delle ghiandole tubulo-alveolari composte.[16][15][26]

## Anatomia

### Descrizione generale
La faccia inferiore dell'uretra prostatica presenta diverse estroflessioni di cospicue dimensioni: pliche mucose situate perpendicolarmente al lume, note come creste uretrali. La più importante di queste strutture è la cresta uretrale maggiore, che origina a livello dell'uvula vescicale e si estende per intero fino all'uretra membranosa, ove si bipartisce in due strutture note come frenuli della cresta uretrale. Nel tratto di uretra che scorre all'interno della prostata (uretra intraprostatica), la cresta uretrale maggiore si innalza delineando una sezione più voluminosa e dilatata, nota come collicolo seminale o verumontanum. Ai lati del collicolo si sviluppano due fosse, chiamate seni uretrali, mentre i fianchi della cresta ospitano cospicue lacune chiamate solchi uretrali laterali, da cui sboccano molti dei dotti parauretrali condotti dalle ghiandole intraprostatiche all'uretra (i dotti prostatici). All'apice del collicolo, si presenta invece un notevole diverticolo fisiologico dell'uretra, chiamato utricolo prostatico, che costituisce l'omologo dell'utero (o, secondo studi più recenti, della porzione craniale della vagina) nell'uomo. In questa introflessione sboccano innumerevoli dotti parauretrali, in particolare le ampolle dei dotti deferenti e delle vescicole seminali, nonché i dotti delle ghiandole ampollari. Durante l'eccitazione e il coito, l'utricolo si contrae e si innalza fino ad attingere direttamente dai dotti eiaculatori, diventando abbastanza largo da consentire il passaggio del seme.
All'interno dell'utricolo e intorno ad esso si sviluppano anche altre ghiandole uretrali e periuretrali, situate fuori dalla capsula prostatica, benché adiacenti ad essa. In minor parte si tratta delle ghiandole juxtaepiteliali di Halls e delle ghiandole di Littré, ma la maggior parte è costituita dalle ghiandole di Moormann, per questo chiamate sub-otricolari o sottomucose. Parte di esse si sviluppa all'interno della tonaca muscolare dell'utricolo (ghiandole intraepiteliali), ma la maggioranza è collocata intorno all'utricolo e lo circonda, formando una struttura fortemente ramificata e paragonata dai manuali ad un corallo. Le ghiandole immettono nell'utricolo i propri dotti, che si diramano nel diverticolo ed espellono in esso il proprio secreto protettivo e antimicrobico, sia costantemente sia durante l'eiaculazione.
Queste stesse ghiandole possono essere ritrovate, benché in numero minore, all'interno del collicolo seminale o ai lati dell'utricolo, tra le pieghe della mucosa note come valvole uretrali posteriori o di Cobb. I loro dotti uretrali sboccano presso la superficie del collicolo, anziché di lato verso i solchi uretrali, e immettono nell'uretra il proprio secreto.

### Forma e dimensioni
Nonostante le loro dimensioni siano più che apprezzabili in un'analisi macroscopica, le ghiandole di Moormann sono tra le ghiandole uretrali più piccole. Di norma, il diametro di base delle ghiandole ammonta a circa 1 mm, mentre il diametro verticale (altezza) misura generalmente 2 mm; nelle ghiandole più voluminose, anche il diametro di base raggiunge i 2 mm.
La loro forma è nel complesso irregolarmente conica, a base periferica e apice (il lobulo apicale) rivolto verso l'uretra; si apre in direzione anticaudale.

### Numero
Il numero delle ghiandole di Moormann e dei relativi dotti varia sensibilmente da un individuo all'altro. In linea di massima, il loro numero comprende una media di 40 ghiandole e dotti, collocati principalmente all'interno dell'utricolo prostatico e intorno adesso, e in parte minore presso il verumontanum. Tuttavia, questo dato è fortemente variabile, e passa da individui con solo 25 ghiandole ad altri in cui il numero supera le 60 unità.
Negli anziani questo numero tende ad aumentare, poiché la crescente produzione di antigene prostatico specifico (PSA) stimola lo sviluppo delle ghiandole, spesso anche a livello di dimensioni.

### Collocazione
Le ghiandole di Moormann possono essere rinvenute in queste zone:
- All'interno della mucosa uretrale: nelle pareti dell'utricolo prostatico oppure all'interno del verumontanum; in questo caso si parla di ghiandole uretrali intraepiteliali. I dotti uretrali vengono condotti direttamente dalla tonaca all'interno del canale attraverso le lacune di Morgagni.[49][50][41]
- Nel corpo ghiandolare, ovvero la regione dei dotti periuretrali che circonda l'uretra maschile: in questo caso si parla di ghiandole uretrali profonde (periuretrali e parauretrali). Nel caso delle ghiandole otricolari uretrali, il corpo ghiandolare è costituito dalla complessa struttura ramificata che circonda l'utricolo prostatico; i dotti periuretrali si immettono nelle pareti dello stesso, e misurano in genere pochi mm.[51][52][53]

### Struttura
Le ghiandole tubulo-otricolari ramificate rappresentano una variante ancora più ramificata e complessa delle ghiandole tubulo-alveolari composte, in particolare per la cospicua presenza di tubuli ad ampio lume e diverticoli sacciformi (ovvero a cul de sac: a fondo cieco).

#### Anatomia delle ghiandole e dei dotti uretrali
Considerando la singola ghiandola otricolare e il relativo dotto, si possono distinguere le seguenti strutture:
- Ciascuna ghiandola è una struttura complessa e composita, costituita da decine di microlobuli (detti utricoli od alveoli), ad ognuno dei quali corrisponde in media una singola papilla (variabile di fatto da 1 a 3).[19][54][55]
- Ogni papilla presenta, sulla propria superficie, decine di micropapille (vescicole di cellule secretorie), che producono gran parte del secreto uretrale. La porzione restante, molto scarsa in quantità e spesso degenerata, è prodotta dai corpi amilacei e dagli adenomeri aberranti.[56][19][55]
- Le micropapille producono ed emettono il secreto in numerosi tubuli minuscoli, che confluiscono in tubuli intermedi: uno per ogni papilla.[54][45][57]
- I tubuli intermedi delle papille confluiscono in un condotto maggiore: il diverticolo tubulare od otricolare, uno per ciascuna ghiandola atricolare. Questi canali corrispondono ai dotti uretrali e periuretrali, riferiti anche come dotti di Moormann.[58][45][59]
- Già a breve distanza dallo sbocco nell'uretra o nell'utricolo, i dotti parauretrali presentano molteplici diverticoli, che incrementano di numero e dimensione man mano che il condotto si ramifica: l'esito è un sistema labirintico e molto complesso di adenomeri tubulari od otricolari, che sboccano nel dotto principale oppure nelle sue ramificazioni.[58][54][45]
- I dotti uretrali attraversano la tonaca mucosa dell'uretra (e il breve tratto di regione periuretrale, se situate in posizione extraepiteliali), per sboccare nel canale attraverso gli orifizi detti cripte di Morgagni, da in cui immettono il proprio secreto.[45][58][60]

#### Rapporti tra le ghiandole
Tipicamente, le ghiandole tubulo-otricolari sono connesse fra loro attraverso una serie di tubuli, che nel complesso rendono la struttura fortemente ramificata. Il loro insieme è paragonato ad un albero dai molti rami, o ad un complicato corallo che avvolge l'utricolo e si sviluppa all'interno del collicolo.

#### Composizione epiteliale
I microlobuli sono costituiti da epitelio cilindrico, semplice o pseudostratificato, e sono avvolti da un plesso di capillari; soprattutto negli anziani, possono contenere aggregati di colloide di natura iperplastica, noti come corpi amilacei. Le cellule che li compongono hanno grandi nuclei basali sferici, e nella porzione apicale si ritrovano vescicole secretorie; tra le cellule secernenti, si trovano cellule neuroendocrine e adenomeri aberranti. I piccoli tubuli che si dipartono dai microlobuli sono rivestiti da un singolo strato di cellule epiteliali, di tessuto cilindrico semplice, mentre i dotti periuretralii in cui essi confluiscono (diverticoli otricolari) sono costituiti da epitelio cilindrico a più strati; si evidenzia un duplice strato di cellule: cubiche nella porzione basale e cilindriche in quella laminare. Ciascun lobulo è inoltre circondato da una sottile membrana fibrosa nota come capsula lobulare, mentre i dotti uretrali sono avvolti da un sottile strato di epitelio ghiandolare colonnare, soprattutto nella sezione che attraversa la zona periuretrale (il corpo ghiandolare dell'uretra maschile).

### Dotti uretrali di Moormann
Indipendentemente dalla ghiandola, il lume dei dotti periuretrali ha un'ampiezza molto variabile, mentre il contorno è irregolare. A seconda della ghiandola maggiore, si distinguono i seguenti dotti:
- I dotti submucosali misurano pochi mm, e sono diretti dalle ghiandole all'interno dell'utricolo prostatico, in cui si aprono attraverso le lacune uretrali. Sfociano disordinatamente lungo tutte le pareti dell'utricolo.[64][39][1]
- I dotti supracollicolari sono diretti dalle ghiandole interne al collicolo (o ai lati dell'utricolo) fino alla superficie del collicolo stesso, da cui sbucano attraverso le lacune uretrali. Riversano il proprio secreto direttamente in uretra.[4][5][6]

## Origine e omologie

### Differenziazione
Sono state svolte innumerevoli ricerche sull’origine e sullo sviluppo di queste ghiandole, con lo scopo di classificarle in modo più preciso. Dagli studi è emerso che queste ghiandole e i relativi dotti costituiscono una sorta di “fase intermedia” tra queste due tipologie di ghiandola:
- Le ghiandole uretrali prostatiche: ghiandole situate lungo l’uretra prostatica, collocate all’esterno della prostata (anche molto distanti), ma omologhe alle ghiandole intraprostatiche dal punto di vista istologico. Gli studi effettuati dimostrano che queste ghiandole si sviluppano insieme a quelle della prostata e ne conservano numerose caratteristiche, ma a partire dal terzo mese di sviluppo del feto non vengono incluse nella capsula prostatica, andando invece a costituire una struttura coralliforme e molto ramificata, nota come prostata disseminata.[70][71][72]

- Le ghiandole uretrali accessorie e comuni: le ghiandole, appartenenti a moltissime tipologie e di varia natura, collocate lungo tutto il decorso dell’uretra, collocate sia in sede intraepiteliale sia attorno al canale, nel corpo ghiandolare (ghiandole uretrali profonde o periuretrali - parauretrali). Le ghiandole uretrali accessorie producono una quantità rilevante di secrezioni sessuali (pre-eiaculazione) oltre ad emettere costantemente il proprio secreto protettivo e antimicrobico, mentre quelle comuni svolgono solamente la seconda funzione.[73][74][75]

Gli studi effettuati hanno mostrato che le ghiandole di Moormann costituiscono un punto intermedio dello sviluppo delle ghiandole che, tra il terzo e il quarto mese di vita, si dividono in ghiandole uretrali e ghiandole prostatiche. Per questo motivo, conservano caratteristiche di entrambe le categorie.

#### Omologie con le ghiandole uretrali accessorie
Sono state segnalate le seguenti somiglianze con le ghiandole uretrali accessorie e comuni:
- Il secreto emesso da queste ghiandole è assimilabile a quello espulso tipicamente dalle ghiandole uretrali accessorie, in termini di composizione ma soprattutto di proporzione tra le componenti. Tuttavia, il secreto espulso durante il coito va a costituire una parte dell’eiaculazione anziché del liquido preseminale (liquido di Cowper - Littré) normalmente prodotto dalle ghiandole uretrali accessorie.[7][8][78]

- L’origine e lo sviluppo di queste ghiandole seguono la stessa differenziazione delle ghiandole uretrali accessorie.[1][69][76][77]

#### Omologie con le ghiandole uretrali prostatiche
Sono state segnalate le seguenti somiglianze con le ghiandole uretrali di tipo prostatico:
- Il secreto prodotto da queste ghiandole, benché assimilabile a quello delle ghiandole accessorie, non va a costituire il liquido preseminale, bensì una parte dell’eiaculazione, normalmente prodotta dalle ghiandole prostatiche.[69][7][8][78]
- Tra gli elementi tipici, il loro secreto include quantità minimali di antigene prostatico specifico (PSA); inoltre, come accade per le ghiandole prostatiche (e di altre tipologie), anche le ghiandole di Moormann crescono in numero e dimensioni all'aumentare del PSA nel circolo sanguigno.[23][24][25]

- La struttura di queste ghiandole (tubulo-otricolari ramificate) è equiparabile a quella delle ghiandole otricolari prostatiche, benché in scala più ridotta. Inoltre, le ghiandole otricolari sono quasi sempre collocate all’interno di ghiandole maggiori, in grappoli noti come urethral cluster: lo stesso si verifica, infatti, per le ghiandole otricolari vescicolari (nelle vescicole seminali) e bulbouretrali (nelle varie ghiandole di Cowper).[50][41][79]

### Analisi istologica
Per verificare quanto ipotizzato, sono state condotte ricerche che hanno confermato la struttura intermedia di queste ghiandole. Si è dimostrato, infatti, che contengono specifici tessuti rintracciabili sia nelle ghiandole uretrali accessorie sia in quelle prostatiche, e pertanto costituiscono una categoria intermedia tra le due tipologie.

#### Altre ipotesi
Per quanto si è detto nei punti precedenti, le ghiandole di Moormann non possono essere considerate ghiandole prostatiche (o uretrali accessorie) a tutti gli effetti, pertanto non costituiscono una forma di ectopia. Le indagini svolte su altre specie di mammiferi, notabilmente roditori e ruminanti, sembrano inoltre scartare l'ipotesi che si tratti di vestigia, dal momento che ghiandole e dotti omologhi sono rintracciabili nella maggior parte dei mammiferi e perfettamente funzionanti.

## Funzione

### Eiaculazione
Le ghiandole di Moormann contribuiscono a produrre una porzione molto ridotta del liquido seminale, aggiungendo il proprio secreto a quello delle altre ghiandole uretrali accessorie. Tale fluido presenta una peculiarità: la sua composizione è infatti paragonabile a quella del secreto emesso dalle numerose ghiandole uretrali accessorie, dislocate lungo l'intera uretra; tuttavia, va a costituire il liquido seminale anziché quello preseminale. Questa caratteristica accomuna le ghiandole di Moormann alle ghiandole uretrali prostatiche, che contribuiscono a produrre lo sperma. Di norma, la maggior parte dell'emissione avviene durante l'orgasmo, quando l'utricolo prostatico si contrae rapidamente e si solleva, stimolando la fuoriuscita del secreto testicolare, che contiene gli spermatozoi e proviene dai vas deferens. Il fluido di Moorman svolge questi compiti:
- Lubrificare l'intera uretra, e soprattutto l'uretra prostatica, per consentire il transito del seme; vengono espulse varie mucoproteine che formano un velo di rivestimento.[83][84][85]
- Neutralizzare l'acidità delle urine ed innalzare sensibilmente il pH vaginale, rendendo così alcalino l'ambiente per non nuocere agli spermatozoi (il pH dello sperma è infatti compreso tra 7,5 e 8,5).[86][83][87][84][88]
- Favorire la risposta immunitaria in uretra e in generale nell'apparato urogenitale, grazie alla produzione ed emissione di numerose glicoproteine, incluso l'antigene prostatico specifico o PSA.[89][25][23][90]
- Emettere una soluzione antimicrobica per evitare infezioni urinarie durante e dopo il rapporto; questo è uno dei principali fattori per cui le infezioni della vescica (cistiti batteriche o fungine) sono molto più frequenti nel sesso femminile.[91][92][93][14][12] L'insieme delle sostanze antibatteriche e antimicotiche prende il nome di fattore antimicrobico dell'uretra maschile, e contiene rilevanti quantità di zinco libero e magnesio.[91][94][91][14][12] Altre sostanze antimicrobiche, e in minor parte antinfiammatorie, sono costituite da potassio, fosforo, rame e acido ialuronico.[95][96][97][98][99]

### Secrezioni costanti
Fuori dallo stato di eccitazione, le ghiandole di Moormann svolgono la stessa funzione di tutte le ghiandole uretrali e parauretrali. Di conseguenza, le loro secrezioni (drenate costantemente attraverso i dotti parauretrali):
- Contribuiscono ad una costante lubrificazione dell'uretra peniena e dei dotti uretrali stessi, emettendo mucoproteine.[100][101][102]
- Concorrono a proteggere il pavimento uretrale dall'acidità delle urine, evitandone l'irritazione grazie al deposito di uno strato protettivo di secrezioni mucose con funzione riepitelizzante.[103][104][7] Questo velo fa scivolare via anche gli scarti, ad esempio le cellule staccate con la desquamazione e lo smegma.[103][104][105]
- Potenziano la risposta immunitaria in uretra e in generale nell'apparato urogenitale, emettendo glicoproteine (tra cui spicca l'antigene prostatico specifico o PSA).[89][25][23][90]
- Contribuiscono a proteggere l'apparato urogenitale da infezioni urinarie (ad esempio uretriti, verumontaniti, uretroprostatiti) attraverso l'emissione di peptidi con proprietà antimicrobiche, in particolare antibatteriche e (in minor parte) antimicotiche. Questo è uno dei principali fattori per cui le infezioni della vescica (cistiti batteriche o fungine) sono molto più frequenti nel sesso femminile.[91][92][93][14][12]

### Drenaggio
La presenza di un catetere nel maschio può limitare o impedire il naturale drenaggio del secreto delle ghiandole parauretrali, con il rischio di provocare infezioni (uretriti) che possono eventualmente ascendere attraverso i dotti parauretrali, fino ad infiammare le ghiandole stesse. Viene inoltre limitato fortemente l'apporto del fattore antimicrobico uretrale e delle sostanze protettive, con il rischio di lasciare l'epitelio uretrale scoperto verso fenomeni infettivi o infiammatori.

## Composizione del secreto

### Fattore antimicrobico dell'uretra maschile
Come tutte le ghiandole uretrali e periuretrali, anche le ghiandole di Moormann secernono un potente fluido noto come fattore antimicrobico dell'uretra maschile: emesso sia costantemente sia attraverso le secrezioni sessuali, ha la funzione di proteggere e sfiammare l'uretra maschile.

#### Secrezione costante
Le analisi effettuate sulle secrezioni di natura non sessuale hanno mostrato la presenza di questi elementi:
- Zinco libero, presente in una quantità media di 448 microgrammi  / mL (150 - 1000 microgrammi / mL) nell'individuo sano; possiede notevoli proprietà antibatteriche e antimicotiche, nonché una discreta capacità antinfiammatoria.[91][92][93][14][12][117] Negli individui con infezione cronica a carico delle ghiandole uretrali o con notevole iperplasia (specie negli anziani), la quantità di zinco viene ridotta anche sotto i 50 microgrammi / mL, aumentando il rischio di infezioni urinarie.[91][92][93][14][12][118]
- Magnesio, presente in una quantità media di 280 microgrammi / mL (80 - 620 microgrammi / mL) nell'individuo sano; mostra cospicue abilità antibatteriche e, in minor parte, antimicotiche.[119][120][121]
- Potassio, presente in una quantità media di 2700 microgrammi / mL nell'individuo sano; nonostante il volume considerevole, le sue proprietà antibatteriche, antimicotiche e antinfiammatorie sono inferiori a quelle di zinco e magnesio, pur svolgendo comunque un ruolo rilevante in questo campo.[122][123][124]
- Quantità meno rilevanti (sotto i 150 microgrammi / mL) di fosforo e acido ialuronico, con funzione antimicrobica e antinfiammatoria, sono presenti in questo fluido.[95][96][97][98][99]
- Sono rinvenibili anche tracce di rame puro che, nonostante il volume modesto (inferiore ai 40 microgrammi / mL), mostra proprietà antibatteriche molto notevoli; possiede anche proprietà antimicotiche e antinfiammatorie, ma di minore entità.[119][122][125][126]

#### Eiaculazione
La porzione di eiaculato prodotta dalle ghiandole di Moormann mostra, in linea di massima, le stesse componenti della secrezione costante (riportate nel paragrafo precedente), con alcune differenze in composizione e quantità:
- La quantità dello zinco libero è sensibilmente superiore, ammontando ad una media di 590 ± 45 microgrammi  / mL (250 - 1500 microgrammi / mL) nell'individuo sano; lo stesso vale per il magnesio (330 microgrammi / mL), l'acido ialuronico (180 microgrammi / mL) e il rame puro (inferiore ai 60 microgrammi / mL).[127][128][129][96][130]

- Gli studi hanno rilevato anche microscopiche tracce d'argento puro (fortemente inferiori ai 10 microgrammi / mL), dotato di considerevoli proprietà antibatteriche.[131][132][122]

Il principale motivo di queste differenze va ricercato nel fatto che il rapporto comporta un elevato rischio di infezioni delle vie urinarie, a causa dei possibili traumi cui l'uretra è sottoposta e, soprattutto, del rischio di una trasmissione batterica: questo è molto evidente nel sesso femminile (la cui uretra non secerne alcun fattore antimicrobico), per cui l'infezione urinaria più comune è proprio la cistite postcoitale. Per contrastare il pericolo di infezioni, l'uretra maschile si avvale dunque del secreto emesso dalle ghiandole uretrali, le cui componenti aumentano in quantità e qualità nell'eiaculazione, proprio con lo scopo di contrastare un passaggio batterico e ridurre al minimo il rischio di infezioni durante e dopo il rapporto. Gli studi dimostrano che l'efficacia antimicrobica e antinfiammatoria di questo secreto perdura per diverse ore dopo la sua emissione (fino a 24 ore in casi particolari), con un picco di attività nei minuti successivi all'espulsione e un effetto apprezzabile della durata di 4 - 6 ore.

### Fattore riepitelizzante
Un'altra importante funzione svolta dalle ghiandole di Moormann nel loro complesso è l'emissione di un secreto riepitelizzante; ancora una volta, si tratta di una sostanza emessa da tutte le ghiandole uretrali e periuretrali, costantemente o con le secrezioni sessuali, volta a proteggere l'uretra maschile. Oltre a salvaguardare il delicato pavimento uretrale dall'acidità delle urine (sia depositando un velo protettivo, sia grazie al proprio pH basico) queste sostanze sfiammano l'uretra e accelerano o favoriscono i processi di guarigione e cicatrizzazione delle ferite alla mucosa.

#### Composizione
La composizione del fattore riepitelizzante non varia particolarmente dalle secrezioni costanti al liquido seminale; include questi elementi:
- Mucina e numerose altre mucoproteine, con funzione protettiva e lubrificante per il pavimento uretrale.[100][101][102]
- Squalene, un lubrificante naturale rintracciabile anche nelle secrezioni vaginali e nel fegato, presente in quantità minori (sotto i 50 microgrammi / mL).[140][141][142]
- Bicarbonati, potassio e magnesio, volti a rendere alcalina la secrezione mucosa, per proteggere il pavimento uretrale e favorire la sopravvivenza degli spermatozoi in uretra e soprattutto nell'ambiente acido della vagina. Il pH di questo fluido varia infatti da moderatamente basico (7,5) a molto basico (8,5), ed innalza sensibilmente il pH vaginale.[86][83][87][84][88]
- Acido ialuronico, presente in quantità moderate (sotto i 150 microgrammi / mL per le secrezioni comuni, oppure 180 nell'eiaculazione). Si caratterizza per le spiccate proprietà riepitelizzanti, e facilita la guarigione delle mucose danneggiate e infiammate; in particolare, consistenti livelli di acido ialuronico sono rintracciabili nell'urotelio e in altri tessuti del tratto urinario.[95][96][97][98][99]

### Altri elementi
Nell'eiaculazione si possono rinvenire anche altri elementi, la cui funzione non può essere classificata secondo i precedenti criteri:
- Numerose glicoproteine, incluso l'antigene prostatico specifico o PSA, volte a potenziare la risposta immunitaria dell'uretra e dell'apparato urogenitale. La quantità di antigene emessa attraverso l'eiaculazione è notevolmente superiore a quella delle secrezioni costanti.[35][25][23][90] Inoltre, la funzione delle ghiandole uretrali e parauretrali è quasi esclusivamente endocrina, poiché solo una quantità minima di antigene viene immessa nel circolo sanguigno.[89][25][23][90]
- Svariate proteine, tra cui spicca l'albumina, volte alla fluidificazione del seme sia in uretra sia nell'acido ambiente vaginale.[143][144][145]

## Clinica

### Patologie
Dal punto di vista clinico, le ghiandole di Moormann sono significative per vari fenomeni di entità e incidenza molto variabili. Questi includono in particolare:
- Iperplasia: aumento incontrollato del numero e delle dimensioni delle ghiandole, con conseguente ostruzione del lume uretrale o dell'utricolo. In genere è molto più frequente nella popolazione anziana, poiché l'aumento della produzione di antigene prostatico specifico (PSA) stimola lo sviluppo delle ghiandole uretrali, soprattutto quelle di tipologia prostatica.[5][47][48]
- Infezione: le uretriti o parauretriti microbiche, sia ascendenti sia discendenti, possono estendersi alle ghiandole di Moormann, provocandone l'infiammazione e il rigonfiamento. Il rischio è sensibilmente maggiore per le infezioni che si sviluppano a livello del collicolo seminale e dell'utricolo prostatico (verumontaniti), o in generale tra l'uretra anteriore e i vas deferens.[146][147][148][149] Se non trattata, può portare ad ascesso parauretrale e stenosi uretrale.[147][148][149][150]
- Cisti uretrale o parauretrale: è possibile che le ghiandole sviluppino edemi e neoformazioni cistiche, a seguito di infezioni o lesioni iatrogene. Non è raro che le cisti parauretrali si sviluppino nel corpo delle ghiandole, ma è più probabile che si formino nei dotti uretrali, bloccandone il drenaggio fino al totale impedimento.[151][152][153] Questo fenomeno prende il nome di cisti del dotto di Cowper.[154][155][153]
- Siringocele: abnorme dilatazione cistica delle ghiandole o dei dotti dell'uretra, di varia origine, spesso congenita; può portare a stenosi uretrale se non trattata.[156][157][158]
- Diverticolo uretrale o parauretrale: dilatazione anomala e sacciforme dell'uretra, sporgente o rientrante, dovuta alla dilatazione delle ghiandole e dei dotti uretrali, che provoca un prolasso della parete. Può essere singolo o multiplo, e tende a formarsi dalle lacune di Morgagni da cui sbucano i dotti stessi.[159][160][161]
- Infiammazione: le cause di un processo flogistico sono molteplici, ma vengono in genere ricercate tra infezioni, iperplasia e traumi iatrogeni, soprattutto a livello del collicolo seminale (verumontanite).[146][147][148][149]
- A livello dell'orifizio dei dotti uretrali possono formarsi masse cicatriziali (stenosi uretrale anulare o allungata, valvola uretrale) oppure depositarsi calcoli uretrali (primari se originati nella lacuna uretrale, secondari se provenienti dal dotto stesso o da altre regioni dell'apparato urogenitale).[162][163][164][165]
- Neoplasie: le ghiandole uretrali e parauretrali sono talora soggette a fenomeni neoplastici, sia benigni sia maligni, in particolare l'adenocarcinoma uretrale o parauretrale. Questi tumori possono insorgere sia dal corpo della ghiandola sia dal dotto; in rarissimi casi, le ghiandole potrebbero anche ospitare metastasi.[166][167][168][169][170] La presenza di tumori potrebbe essere evidenziata, come avviene per la prostata, da un'abnorme produzione di PSA, benché l'aumento risulti in genere scarsamente percettibile sul totale.[171][169][172][173]

#### Catetere
La presenza del catetere urinario aumenta fortemente il rischio di infezioni, poiché ostruisce il drenaggio del secreto uretrale.  Viene inoltre limitato fortemente l'apporto del fattore antimicrobico uretrale e delle sostanze protettive, con il rischio di lasciare l'epitelio uretrale scoperto verso fenomeni infettivi o infiammatori. Inoltre, solo nel maschio sono estremamente frequenti i traumi iatrogeni dell'uretra e, conseguentemente, delle ghiandole uretrali e dei relativi dotti.

#### Sintomatologia
I sintomi più comuni delle patologie che coinvolgono le ghiandole uretrali sono minzione dolorosa e difficoltosa (disuria, stranguria), dolore o bruciore uretrale (uretrodinia) perdite di sangue vivo uretrale (uretrorragia), sangue nell'urina (ematuria) o nell'eiaculato (emospermia), ritenzione urinaria. Possono essere presenti anche altri sintomi, quali secrezioni anomale dall'uretra (uretrorrea), piuria, frequenza o urgenza urinaria e tenesmo vescicale. In caso di notevole ingrossamento delle ghiandole o dei dotti uretrali, può insorgere ritenzione urinaria acuta (con totale impossibilità di svuotamento della vescica) oppure cronica.

### Cisti dell'utricolo prostatico
L'infiammazione ed iperplasia delle ghiandole di Moormann, dovuta in genere ad uretriti diffuse o traumi iatrogeni dell'uretra, può portare alla formazione di cisti (con possibile diverticolo e uretrocele) a livello del collicolo seminale o dell'utricolo prostatico. In caso di rigonfiamento o iperplasia, le ghiandole possono assumere dimensioni molto notevoli (ben oltre 1 cm di diametro e finanche 5 cm), causando stenosi uretrale serrata od ostruzione impedente dei dotti eiaculatori. Questa condizione colpisce con maggiore frequenza la popolazione anziana, tuttavia può anche manifestarsi in forma congenita in rari casi, spesso legata ad epispadia. La presenza di una cisti dell'utricolo causa i seguenti sintomi (la cui entità varia secondo la situazione e la presenza di lesioni uretrali o intraprostatiche):
- Minzione dolorosa (alguria), difficoltosa (disuria) o entrambe (stranguria)
- Dolore e bruciore uretrale (uretrodinia, uretralgia)
- Perdite di sangue dall'uretra (uretrorragia)
- Secrezioni anomale dall'uretra (uretrorrea)
- Sangue nell'urina (ematuria) e nell'eiaculato (emospermia)
- Forte dolore durante e dopo l'eiaculazione (diseiaculazione) e il rapporto (dispareunia)
- Ritenzione urinaria, acuta o cronica
- Ostruzione dei dotti eiaculatori, con ridotta od alterata quantità e qualità degli spermatozoi nell'eiaculato
- Pus dall'uretra o nell'urina (piuria; soprattutto in caso di infezione o infiammazione purulenta)

Il trattamento è necessariamente chirurgico, eccetto per lesioni notevolmente piccole e asintomatiche, in cui non sia presente alcuna forma di ostruzione impedente.